# 雜色長鰭鸚鯛
雜色長鰭鸚鯛（学名：Pteragogus variabilis）為輻鰭魚綱鱸形目隆頭魚亞目隆頭魚科的其中一種，其种加词“variabilis”意为“各色的”、“变化的”。分布於西印度洋模里西斯海域，體長可達5.8公分，棲息在礁石區，生活習性不明。